# Thelosia impedita
Thelosia impedita is een vlinder uit de familie van de Apatelodidae. De wetenschappelijke naam van de soort is voor het eerst geldig gepubliceerd in 1928 door Harrison Gray Dyar.